# Eureka (Nevada)
Eureka ist eine Kleinstadt im Herzen des US-Bundesstaats Nevada. Sie wurde im Jahre 1864 gegründet, als man in der Nähe auf silberhaltiges Erz stieß. Das U.S. Census Bureau hat bei der Volkszählung 2020 eine Einwohnerzahl von 414 ermittelt. Eureka ist die einzige Stadt im Eureka County und zugleich dessen County Seat.
Die Stadt hat ihren ursprünglichen Charakter als Minenarbeitersiedlung des Wilden Westens seit dem 19. Jahrhundert weitgehend bewahrt – einschließlich mehrerer Saloons und des heute als Mehrzweckraum genutzten kleinen Opernhauses, das 1880 erbaut wurde. Innerhalb des Stadtgebietes befindet sich ein kleiner Flughafen.

## Geographie
Eureka liegt 1900 m über dem Meeresspiegel in der Diamond Mountain Range am südlichen Ende des Diamond Valley.
Die Stadt liegt am U.S. Highway 50, der als The Loneliest Road in America (die einsamste Straße in Amerika) bezeichnet wird: in westlicher Richtung ist die nächste Stadt Austin 114 km weit entfernt, nach Osten fährt man bis Ely 124 km. Die nächstgelegene Ansiedlung ist die kleine Western-Shoshone-Reservation Duckwater, die 94 km weiter südlich liegt und nur über eine unbefestigte Staubpiste zu erreichen ist.
Das Klima ist typisch für das Große Becken heiße, trockene Sommer mit gelegentlichen monsunartigen Gewittern im Juli und August, kalte und relativ trockene Winter. Die Schneefallmengen schwanken von gar keinem Schneefall in milden Wintern bis zu 90 Zentimetern. Die Temperaturen fallen im Winter auf bis −7 °C.

## Geschichte

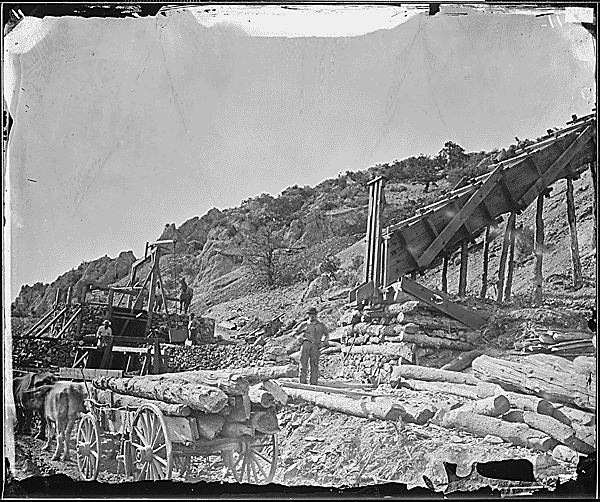
Bergleute in Eureka arbeiten an einer Erzgrube, 1871.

Das Stadtgebiet wurde 1864 erstmals durch Weiße besiedelt, die auf der Suche nach Silber waren. 1873 wurde Eureka zum County Seat, als das County aus den heute benachbarten Countys Lander County, Elko County und White Pine County abgetrennt wurde.
Der Bergbau war der wirtschaftliche Antriebsfaktor, der die Stadt voranbrachte. Die nahegelegenen Bergstöcke erwiesen sich als die zweitreichsten Vorkommen in Nevada, gleich nach den Vorkommen in Comstock Lode im Westen des Bundesstaates. Zu den größten Unternehmen Eurekas gehörten die Richmond Mining Company und die Eureka Mining Company. Die beiden Gesellschaften gerieten des Öfteren in Konflikt miteinander; in einem Fall gelangte der Streit sogar bis vor den Obersten Gerichtshof der Vereinigten Staaten.
Die Bevölkerung boomte in dieser Zeit und erreichte 1878 mehr als 10.000 Einwohner; sie ging später wieder zurück, als der Ertrag aus dem Bergbau zurückging und die sich verändernden Absatzbedingungen zur Schließung von Bergwerken führten.

## Söhne und Töchter des Ortes
- Leland M. Ford (1893–1965), Politiker
- Tony Mendez (1940–2019), Geheimdienstoffizier sowie bildender Künstler und Buchautor